# Ruaidhri mac Raghnaill
Ruaidhrí mac Raghnaill († 1247 ?) est noble d'Écosse du XIIIe siècle. Fils de Raghnall, lui-même fils de Somerled, il semble avoir mené une vie de combat à la fois en  Irlande et en Écosse. Il a combattu tant le royaume d'Écosse que les intérêts du royaume d'Angleterre, luttant contre les rois d'Écosse avec les Meic Uilleim (MacWilliam) révoltés et mourant pendant une guerre avec les Anglais lors de la Bataille de Ballyshannon en 1247.

## Origines

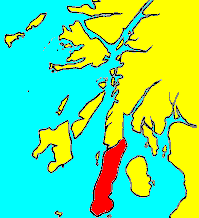
Le Kintyre, centre de la domination de Ruaidhri avant l'intrusion de Donnchadh d'Argyll dans la région

Hugh MacDonald de Sleat dans son History of the Macdonalds publiée au XVIIe siècle rapporte que selon la tradition, le père de Ruaidhri, Raghnall avait épousé une fille du héros écossais du XIVe siècle Thomas Randolph, comte de Moray. Sellar suggère que sa mère était en fait une fille de William fitz Duncan, ce qui expliquerait l'anachronisme de la tradition qui aurait confondu deux fameux comte de Moray.
Raghnall assume l'héritage de son père Somerled, un puissant seigneur d'Argyll et un magnat des Hébrides qui selon le contexte porte les titres de  « Roi des Isles », « seigneur d'Argyll et Kintyre », ou  « Seigneur des Hébrides » (Inchegal), et ainsi devient  l'ancêtre du Clan MacRuari et du Clan Donald.

## Épisodes connus de sa carrière
Le centre du domaine de Ruaidhri semble avoir été le Kintyre, et il porte le titre de « seigneur de Kintyre » (dominus de Kyntire).
Ruaídhrí apparaît dans les Chroniques d'Irlande pour la première fois en 1212/1214, lorsqu'il accompagne Tomás Mac Uchtraigh († 1231), comte d'Atholl  « de jure uxoris » et frère de Alan de Galloway, lors de son raid sur la cité irlandaise de  Derry :

« Tomás mac Uchtraigh & Ruaidhri mac Raghnaill pillent complètement Dair et s'emparent des trésors de la Communauté de Daire et du nord de l'Irlande à partir du milieu de l'église du Monastère. »

En 1212/1214, Tomás effectue son expédition contre Derry avec une flotte de 76 navires et il est probable que Ruaídhrí est sans doute le « fils de Raghnall » qui accompe Tomás.
Le reste de la carrière de Ruaidhri n'a laissé que peu de trace incontestable de son activité. R. Andrew McDonald estime que Ruaidhri mac Raghnaill est le « Roderick » qui combat lors de la rébellion des MacWilliam contre les rois Guillaume Ier en 1211-1212 et Alexandre II d'Écosse 1214-1215 et entre 1223 et 1230, une identification qu'Alex Woolf et Richard Oram estiment eux aussi « probable ».

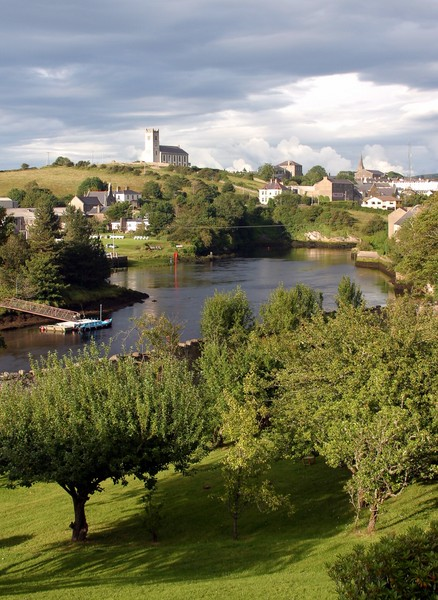
La rivière Erne dans l'actuelle Ballyshannon, lieu possible de la mort de Ruaidhri

Alex Woolf suggère que la cause de l'hostilité de Ruaidhri au pouvoir royal écossais est liée à l'appui de ce dernier à    Óláfr, fils cadet de Goðrøðr Óláfsson. Ruaidhri s'était allié par mariage avec  l'autre fils de Goðrøðr Óláfssonson, le demi-frère et rival, d'Óláfr; Rögnvaldr, roi de Man; de plus, Óláfr avait répudié sa femme, une fille de Ruaidhri pour épouser une fille de Farquhar Mac Taggart, comte de Ross.
En 1222 Alexandre II d'Écosse est dans l'obligation de mettre en œuvre une campagne navale  dont l'objectif est les îles du Firth of Clyde et le Kintyre contrôlé par Ruaidhri; Ce dernier est expulsé du Kintyre que le roi accorde à Donnchadh mac Dubhghaill. Alexandre II bâtit également le château de Tarbert, érige Dumbarton en ville royale en juillet et accorde peut-être le Cowal aux Stuarts C'est dans ce contexte que Donnchadh mac Dubhghaill étend son pouvoir de sur la côte ouest de l'Écosse l'ancien domaine de Ruaidhri.

## Mort et postérité
En supposant qu'il ait survécu à la défaite finale des MacWilliams en 1230, le reste de la vie Ruaidhri est obscure. Toutefois, les Annales de Loch Cé relèvent pour l'année 1247 :

« Mac Somhairle, roi d'Airer-Gaeidhel, et avec lui, les nobles [dont le roi Maelseachlainn mac Domnaill] du Cenel-Conaill, sont tués. »

Woolf estime que Ruaidhri est le « Mac Somhairle » qui meurt dans cette bataille en combattant les Anglais à  Ballyshannon. Sellar pense également, pour d'autres raisons, que l'« Homme tué à Ballyshannon » est Ruaidhri. McDonald croit que ce décès se réfère à  Donnchadh mac Dubhghaill, pendant que  Duffy avance l'hypothèse qu'il s'agit de Domhnall mac Raghnaill.
Ruaidhri est le père de deux fils et de deux filles
- Dubhghall MacRuairi
- Ailéan mac Ruaidhrí
- Lavon épouse de Ragnald IV de Man
- une fille anonyme, épouse de Olaf II de Man qui la répudie en 1221/1222.

Le fils de Ruaidhri Dubhghall poursuit la tradition paternelle d'hostilité à la couronne d'Écosse et de lutte contre les Anglais en Irlande si on accepte de l'identifier avec le Mac Somurli qui à la tête « d'une flotte des Hébrides » vient piller le Connacht en 1258 et tue Jordan d'Exeter le Shérif local. Les descendants de Ruaidhri contrôlent le Garmoran et une partie du nord-ouest de l'Écosse jusqu'au début du XIVe siècle, quand l'héritière du Clan MacRuari Amie épouse Eoin d'Islay, qui conserve les domaines d'Amie après l'avoir répudié et devient le premier MacDonald Seigneur des Îles.

## Sources & Bibliographie
- (en) Cet article est partiellement ou en totalité issu de l’article de Wikipédia en anglais intitulé « Ruaidhri mac Raghnaill » (voir la liste des auteurs), édition du 14 décembre 2012.
- (en) Alan Orr Anderson, (1922), Early Sources of Scottish History A.D. 500 to 1286, II, Edinburgh: Oliver and Boyd
- (en)  Seán Duffy, (2002), « The Bruce Brothers and the Irish Sea World, 1306-29 », dans  Seán Duffy, Robert the Bruce's Irish Wars: The Invasions of Ireland, 1306-1329, Stroud: Tempus, p. 45–70,  (ISBN 0-7524-1974-9)
- (en) R. Andrew McDonald, (1997), « The Kingdom of the Isles: Scotland's Western Seaboard, c. 1100-c.1336 », dans Scottish Historical Review Monograph Series, No. 4, East Linton: Tuckwell Press,  (ISBN 1-898410-85-2)
- (en) A. A. M Duncan & A.L Brown Argyll and the Isles in earlier Middle Ages Proceedings of the Society 1956-57 p. 192-220.
- (en) Richard Oram (2011) Domination and Lordship. Scotland 1070-1230 The New Edinburgh History of Scotland III. Edinburgh University Press, Edinburgh,  (ISBN 9780748614974).
- Jean Renaud (1992) Les Vikings et les Celtes Ouest-France Université Rennes,  (ISBN 2737309018).
- (en) John L. Roberts (1997) Lost Kingdoms Celtic scotland and the Middle Ages Edinburgh University Press, Edinburgh  (ISBN 0748609105).
- (en) W. D. H. Sellar, (2000), « Hebridean Sea-Kings: The Successors of Somerled, 1164-1316 », dans Cowan, E. J.; McDonald, R. Andrew, Alba: Celtic Scotland in the Medieval Era, Edinburgh: Tuckwell Press, p. 187–218,  (ISBN 0-85976-608-X)
- (en) Alex Woolf, (2004), « The Age of Sea-Kings: 900-1300 », dans  Donals Omand, Donald, The Argyll Book, Edinburgh: Birlinn, p. 94–109
- (en) Alex Woolf, (2007), « A Dead Man at Ballyshannon », dans Seán Duffy, The World of the Galloglass: War and Society in the North Sea Region, 1150-1600, Dublin: Four Courts Press, p. 77–85,  (ISBN 1-85182-946-6)